# المدرسة العليا للفنون الجميلة (الجزائر)
المدرسة العليا للفنون الجميلة(بالفرنسية: École supérieure des beaux-arts d'Alger)‏، تحفة معمارية رائعة من العهد الفرنسي، يعود تاريخ تأسيس المدرسة إلى سنة 1848 تم نقلها إلى هذه البناية الجميلة بعد تشييدها سنة 1950 وهي موجودة إلى الآن بأعالي منطقة تيليملي بالجزائر العاصمة، تابعة لوزارة الثقافة وتقوم بتكوين الفنانين والطلبة في تخصّصات فنّية مختلفة.
تحوز على مكتبة زاخرة جدّا بأمهات الكتب الفنّية (كثير منها موجود منذ ما قبل الاستقلال)، وفيها درّس الدكتور شريفي لعقود وتخرّجت على يده أجيال من الخطاطين والمزخرفين والفنانين التشكيليين الجزائريين.
تشمل التكوين في التخصصات:
التصميم الداخلي (هندسة الديكور)، التصميم الغرافيكي، النحت، الرسم، المنمنمات، الخزف.

## تاريخ
ويبلغ عدد المدارس الجهوية الخاصة بالفنون الجميلة ست مدارس موزعة عبر مختلف مناطق الوطن كولاية باتنة وقسنطينة في الشرق، ووهران ومستغانم بالغرب، وعزازقة بمنطقة القبائل. وهذا بالإضافة إلى أربعة معاهد جهوية للتكوين الموسيقي بكل من الجزائر العاصمة، باتنة، بويرة ووهران. ويكون الالتحاق بهذه المؤسسات على أساس امتحان كتابي ونفسي، وتدوم مدة التكوين أربع سنوات، وتشمل تخصصات عديدة منها الفنون التشكيلية، النحت، الزخرفة، الرخام، الاتصال البصري، المنمنمات وغيرها.
وكانت المدرسة الوطنية للفنون الجميلة، من أهم المؤسسات التعليمية في هذا المجال، منذ إنشائها سنة 1952، غير أن تغير شروط الالتحاق ومنها اشتراط شهادة البكالوريا، ساهم في تراجع عدد المسجلين بهذا التكوين، الذي يدوم خمس سنوات كاملة.

## وصلات خارجية
- الموقع الرسمي
- شريط وثائقي عن المدرسة العليا الفنون الجميلة